# Crónica de Sampiro
A Crónica de Sampiro é um texto escrito pelo bispo de Astorga Sampiro nos princípios do século XI.
O texto abrange desde 866 até 999 d.C., o que corresponde aos últimos anos do reinado de Afonso III das Astúrias e reinados subsequentes até Afonso V de Leão.
A importância historiográfica deste documento é agravada pelo facto da Crónica Albeldense terminar em 883.